# Brac german

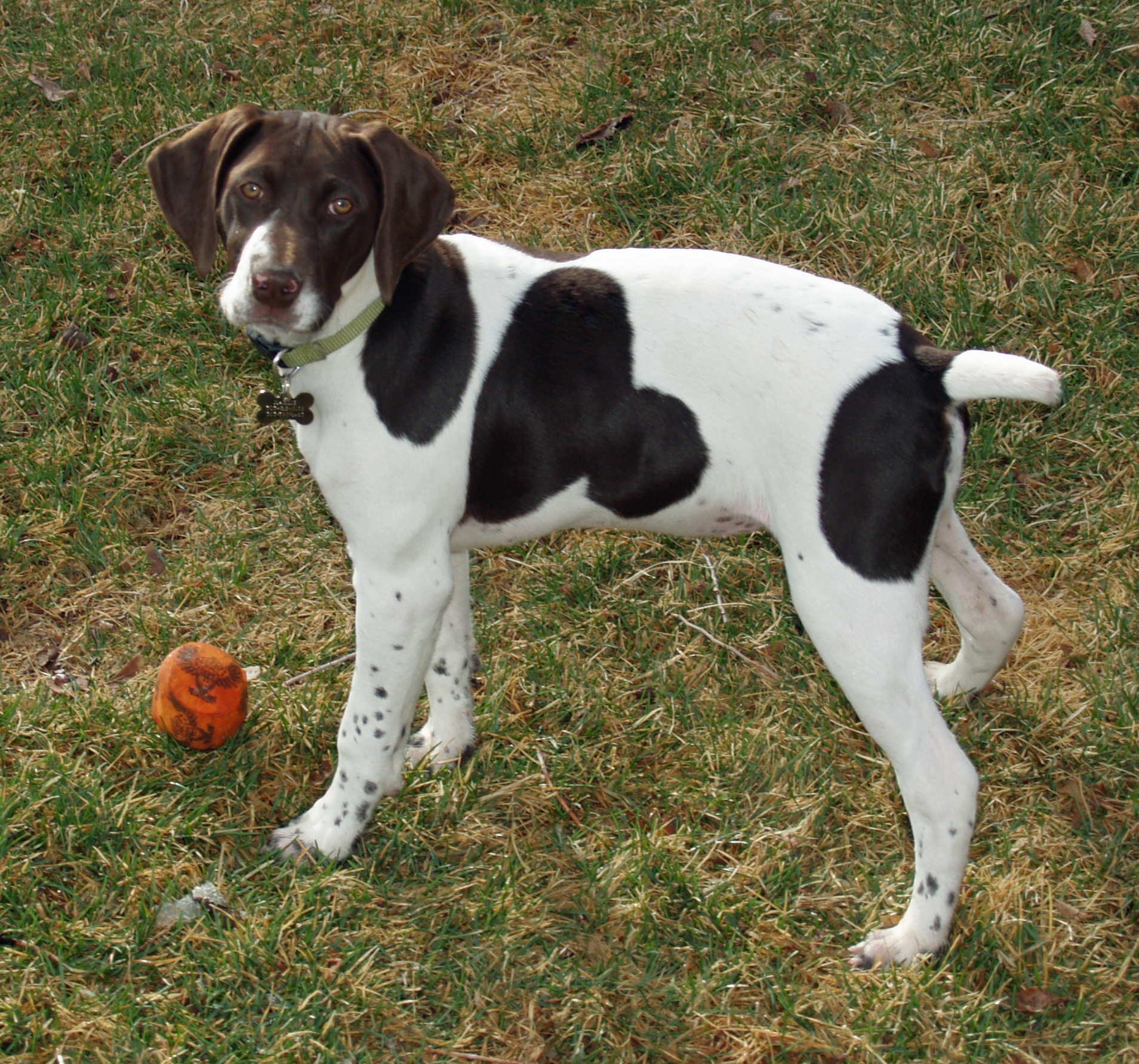
Brac german

Bracul german este o rasă de câine medie spre mare de vânătoare creată în secolul al XIX-lea în Germania.

## Aspect
Rasa este suplă, atletică și plină de grație. Ea este totodată puternică, datorită coapselor musculoase, ce-i dau posibilitatea să se miște rapid și să se întoarcă repede. Are urechi lăsate și relativ lungi, așezate în partea de sus a capului. Botul este lung și puternic, permițându-i să prindă vânat greu. Profilul trebuie să fie drept sau cu un ușor nas roman. Ochii trebuie să fie cât mai închiși la culoare. Ochii de culoare deschisă sunt un defect. Coada se amputează la câteva zile după naștere, lăsându-se aproximativ jumătate din lungimea naturală.

### Blană și culoare
Blana bracului german este scurtă și netedă. Ea nu este suficient de deasă pentru a deveni impermeabilă. Bracul german poate fi monocolor: maro închis (culoarea ficatului) sau negru, ori combinații de alb și una dintre cele două culori amintite anterior, fie pe fond alb, pete și stropi colorați, fie amestec uniform de fire albe și colorate, cu sau fără pete mai extinse maro sau negre. Capul este în general monocolor.Mai poate fi și maro cu negru.

### Dimensiuni
Standardul rasei prevede pentru masculi o înălțime la greabăn de 62-66 cm, iar pentru femele de 58-63 cm. Greutatea este de cca. 30 kg în cazul masculilor, femelele fiind ceva mai ușoare. Bracul german este un câine de talie mijlocie spre mare.

## Temperament
Ținând cont de faptul că rasa bracului german a fost creată pentru a trăi în preajma unei familii cât și pentru vânătoare, temperamentul corect este cel de câine inteligent, curajos și care dă dovadă de multă afecțiune, cooperează și este ușor de dresat. Timiditatea, frica, supunerea exagerată, indispoziția sau agresivitatea (în special față de oameni) sunt trăsături incorecte. De obicei, bracul german este foarte bun cu copiii, deși trebuie avut grijă deoarece rasa poate fi mult prea jucăușă, în special cu copiii mici. Acești câini iubesc interacțiunea cu oamenii și apreciază familiile active, care le dau posibilitatea să-și elibereze energia. Semnalează printr-un lătrat puternic prezența intrușilor pe teritoriul său, cu toate că nu se poate spune că bracul este un câine de pază. Un instinct de vânătoare puternic este corect, ceea ce este uneori periculos dacă aveți animale mici, precum iepurii.

## Antrenament
Bracul german are nevoie de mult exercițiu și mișcare. Această nevoie (de preferință fără lesă) combinată cu instinctul de vânătoare natural, fac antrenamentul o necesitate absolută. Caracterul independent și inteligența superioară a bracului german fac această rasă foarte potrivită pentru persoanele ce au experiență cu câinii. Lipsa de exercițiu sau antrenament pot duce la hiperactivitate sau la tendințe distructive. De aceea, rasa nu este indicată pentru familii sedentare sau fără experiență.
Ca și alți pointeri germani, aceasta este una din puținele rase de vânătoare ce pot îndeplini toate rolurile câinilor de vânătoare. Este pointer (indică unde este vânatul) și retriever (aduce vânatul după ce a fost împușcat), bun pentru teren accidentat și bun înotător. Poate fi folosit pentru vânat mare și periculos, și în plus are un simț al mirosului excelent. Este un câine tenace, rezistent și pe care vă puteți baza. Pe scurt, este o rasă superbă, ce îmbină calitățile tuturor celorlalte rase de vânătoare și are popularitatea intactă în rândurile vânătorilor de toate naționalitățile.
Bracul german este inteligent și ușor de antrenat. El a fost creat pentru a fi independent și capabil să acționeze din proprie inițiativă atunci când nu este în raza vizuală a stăpânului său. Această independență genetică poate da impresia de încăpățânare.

## Sănătate
Bracul german este în general o rasă sănătoasă. Unii câini pot suferi de probleme ale încheieturii șoldului, boli genetice ale ochilor sau cancer de piele. Ca toți câinii cu urechi pleoștite, face des otite și urechile trebuie verificate și curățate regulat. Este o rasă mai longevivă decât multe rase de mărimea sa. Trăiește de obicei 12 până la 14 ani, iar unii câini ajung să trăiască până la 16 sau 18 ani.

### Îngrijire
Blana sa scurtă necesită puțină îngrijire și se perie din când în când. I se face baie câinelui numai când este necesar.
Deoarece este o rasă mare și activă are nevoie de ceva mai multă mâncare. Atenție însă, căci poate deveni obez dacă i se dă prea multă mâncare și nivelul de mișcare, exerciții și antenament nu este suficient. O greutate sănătoasă trebuie să permită să simțiți ultimele două coaste sub blană, iar câinele să aibă o talie distinctă.

## Istorie
Bracul german provine din pointerul spaniol, care a fost adus în Germania în anii 1600. De atunci până la prima înregistrare din 1870 a fost probabil încrucișat cu alte rase dar nu se știe exact care din ele. Se presupune că rase germane locale de vânătoare, alți câini de vânătoare, francezi, scandinavi și pointerul italian au contribuit la crearea rasei. Spre sfârșitul anilor 1800, crescătorii de câini au adăugat liniei sale pointerul englezesc, obținând astfel rasa din zilele noastre.